# Glajstr Duo
Glajstr Duo je západočeský hudební projekt založený roku 2013 Filipem Korytou a Zdeňkem Mihulkou. Žánr, jímž se dvojice prezentuje, lze označit za intelektuální porno-pop.

## Historie
Filip Koryta a Zdeněk Mihulka se poznali během studií na Západočeské univerzitě v Plzni. Kořeny jejich spolupráce sahají do roku 2012, jako Glajstr Duo však fungují až od října 2013.
Za krátkou dobu svého působení zvládla dvojice odehrát desítky koncertů po celé České republice, přičemž se frekvence vystoupení stále zvyšuje, a uspět v mnoha hudebních soutěžích.
Písně jsou na koncertech prokládány autorskou poesií frontmana Filipa Koryty.
Glajstr Duo je často přirovnáváno ke Xavieru Baumaxovi, Závišovi či Čokovoko. 

## Hudba a texty
Jde o na české poměry ojedinělou fúzi lehce perverzního obsahu a jemné formy. Sofistikované klavírní melodie a šarmantní vokál jsou v protikladu ke kontroverzním textům (z velké části založeným na skutečných událostech). Stěžejním tématem je intimita mezilidských vztahů..

## Diskografie
- 2013 - EP
- 2014 - EP[4]

## Členové skupiny
- Filip Koryta - zpěv, recitace, texty
- Zdeněk Mihulka - klavír

## Úspěchy a ocenění
- finále odborné poroty Múza 2014[5]
- 3. místo divácké finále Múza 2014
- vítěz v soutěži Mladá krev 2014 a následné nasazení singlu "Triumf" do Kissparády rádia Kiss Proton[6]
- playoff Skutečná liga 2014 (v konečném pořadí 20. místo z více než 170 přihlášených kapel)[7]
- vítězství v regionální soutěži TMW (Todays Music World) radia Egrensis[8]